# Kasteel van Hemelrijk

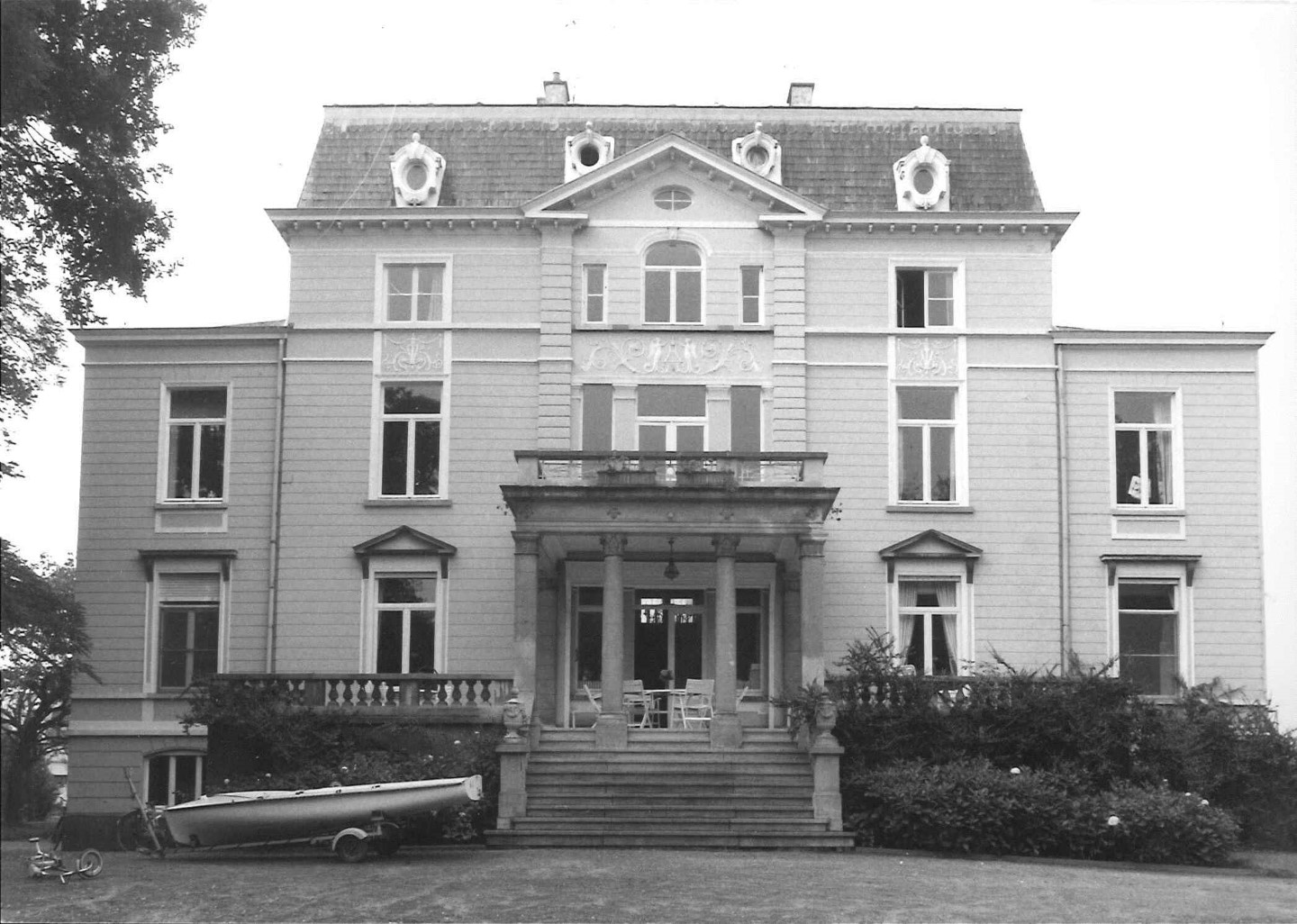
Kasteel van Hemelrijk in 1981

Het Kasteel Hemelrijk (ook: Goed te Magheret en Kasteel Poulsen) is een kasteel in de tot de Oost-Vlaamse gemeente De Pinte behorende plaats Zevergem, gelegen aan Mieregoed 51.

## Geschiedenis
Vanuit de Gentse Sint-Pietersabdij werd door het domein Scheldevelde in de 15e eeuw een ontginningsboerderij "Goed te Magereth" gebouwd. Na de Franse tijd kwam dit aan particulieren. De naam Hemelrijk kwam in 1840 in zwang. In 1850 werd, in opdracht van Frans de Rudder, op de plaats van de boerderij een landhuis in late empirestijl gebouwd. Ook werd een fraai park aangelegd.
Omstreeks 1928 werd het kasteel nog verbouwd naar ontwerp van Eugène De Heem.